# 間部詮之
間部 詮之（まなべ あきゆき）は、江戸時代中期の旗本。間部詮房の実弟。徳川家宣・家継に仕え、本家の鯖江藩主の間部家とは別に分家の本所間部家を興した。

## 生涯
延宝2年（1674年）、西田清貞の三男として誕生した。元禄2年（1689年）1月15日、桜田館にて甲府藩主・徳川綱豊（後の徳川家宣）に御目見し、同年1月18日から綱豊の小姓を務める。宝永元年（1704年）、家宣の江戸城西の丸入りにともない幕臣として取りたてられ、西丸小姓になる。その後、たびたび領地を加増され、正徳5年（1708年）には2150石を知行する旗本になった。詮之が急激な出世を遂げられたのは、この頃の幕政を主導した兄の詮房の力によるものと考えられる。
正徳2年（1712年）、家宣が亡くなった後は7代将軍徳川家継の小姓を務めた。正徳6年（1716年）、家継が死去したことで職を解かれ寄合に列する。享保9年（1724年）、作事奉行として要職に復帰し、享保13年（1728年）まで務めた。享保10年（1725年）5月、鯖江藩主間部詮方の後見人になる。享保15年（1730年）2月13日、死去。享年57歳。詮之には実子がいなかったため、家督は養子の詮綽が継いだ。
本所間部家は明治維新まで存続する。

## 略歴
※日付は旧暦
- 延宝2年（1674年）2月、誕生。
- 元禄2年（1689年）1月18日、甲府藩主徳川綱豊の小姓になり、蔵米200俵支給。
- 元禄3年（1690年）9月22日、蔵米50俵加増。
- 元禄15年（1702年）1月11日、蔵米100俵加増。
- 宝永元年（1704年）
  - 12月5日、家宣の江戸城西丸入りに付き従い西丸小姓となる。
  - 12月9日、従五位下・隠岐守。
- 宝永2年（1705年）
  - 3月18日、蔵米200俵加増。計550俵。
  - 閏4月12日、蔵米取りを改め、相模国大住郡の内550石を知行。[4]
- 宝永5年（1708年）1月21日、下総国相馬郡の内300石加増。
- 宝永6年（1709年）、西の丸から本丸に移る。
- 宝永7年（1710年）1月13日、伊豆国田方郡・君沢郡の内500石加増。
- 正徳2年（1712年）10月14日、家宣死去にともない家継の小姓になる。
- 正徳3年（1713年）10月23日、伊豆国君沢郡・那賀郡の内500石加増。
- 正徳5年（1715年）
  - 9月6日、三河国宝飯郡の内300石加増され、計2150石知行。
  - 11月19日、蒔田広蕃の娘との縁組が決定。翌年閏2月3日、婚礼の式を終える。[5]
- 正徳6年（1716年）5月16日、寄合。
- 享保9年（1724年）1月11日、作事奉行に就任。
- 享保10年（1725年）5月17日、間部詮方の後見人だった間部詮貞の死去にともない詮之が後見人を継ぐ。
- 享保12年（1727年）1月15日、宗門改役を兼任。
- 享保13年（1728年）3月19日、病気を理由に作事奉行を辞職し寄合。[6]
- 享保15年（1730年）2月13日、死去。

## 本所間部家歴代当主
1. 間部詮之
2. 間部詮綽
3. 間部方元
4. 間部詮邦
5. 間部詮昌
6. 間部詮論
7. 間部詮功

## 采地
本所間部家が支配した知行所の一覧。（）内は村高と相給者の人数。
- 三河国
  - 宝飯郡
    - 御馬村（517.464石・六給）-100.159石
    - 市田村（999.204石・五給）-199.8408石
- 伊豆国
  - 田方郡
    - 上船原村（180.944石）-180.944石
    - 南江間村（939.651石・三給）-138.954石

  - 君沢郡
    - 木負村（181.142石・二給）-180.102石
    - 小下田村（668.162石・二給）-457.705石

  - 那賀郡
    - 安良里村（206.988石・二給）-204.988石
- 相模国
  - 大住郡
    - 田村（1895.4350石・九給）-118.465石
    - 上糟屋村（1196.337石・九給）-558.9064石
- 下総国
  - 相馬郡
    - 押戸村（739.954石・三給）-476.103石
    - 惣新田村（457.316石・七給）-3.803石